# Wirtschafts- und Handelsbüro Hongkong, Berlin

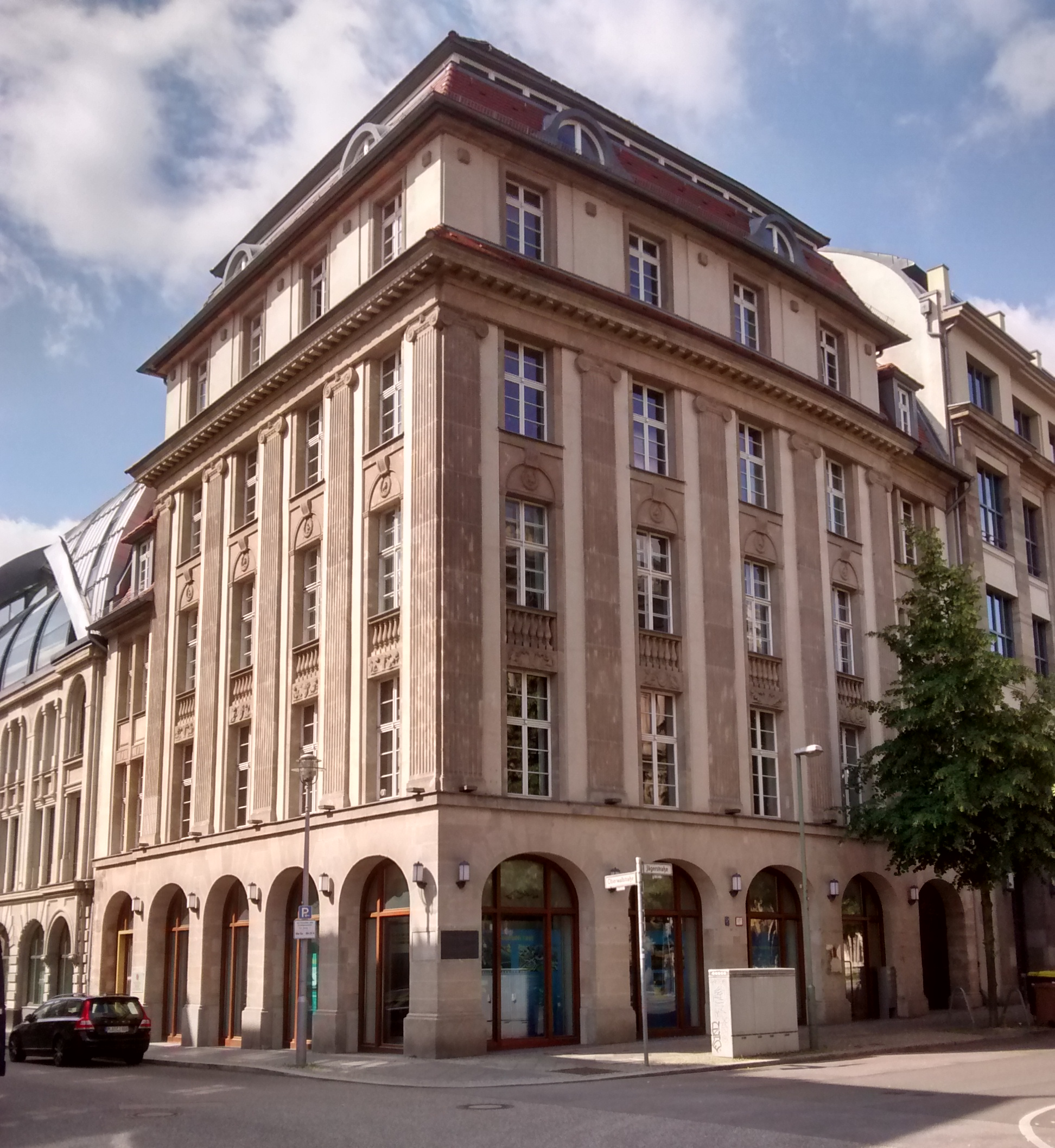
Wirtschafts- und Handelsbüro Hongkong in Berlin-Mitte

Das Wirtschafts- und Handelsbüro Hongkong, Berlin (kurz: HKETO Berlin, englisch: Hong Kong Economic and Trade Office, Berlin, chinesisch 香港駐柏林經濟貿易辦事處, kurz 香港駐柏林經貿辦) in der Jägerstraße 33 im Berliner Ortsteil Mitte ist die offizielle Vertretung der Regierung der chinesischen Sonderverwaltungszone Hongkong in Deutschland, Österreich und der Schweiz sowie Polen, der Slowakei, Slowenien, Tschechien und Ungarn. Das HKETO Berlin existiert seit 2009 und fördert die bilateralen Wirtschafts- und Handelsbeziehungen zwischen Hongkong und den acht betreuten Ländern. Dies gilt in besonderem Maße für die Bereiche Wirtschaft, Handel, Investitionen und Kultur. Direktorin ist seit September 2014 Betty Ho.
In Anerkennung des Sonderstatus Hongkongs als Sonderverwaltungszone der Volksrepublik China hat die Bundesregierung 2009 mit Zustimmung des Bundesrates dem HKETO Berlin die vollständigen diplomatischen Vorrechte und Immunitäten gewährt, obwohl Hongkong kein souveräner Staat ist.